# Ceresium pachymerum
Ceresium pachymerum är en skalbaggsart som först beskrevs av Francis Polkinghorne Pascoe 1869.  Ceresium pachymerum ingår i släktet Ceresium och familjen långhorningar. Inga underarter finns listade i Catalogue of Life.